# Ancylodonta almeidai
Ancylodonta almeidai är en skalbaggsart som först beskrevs av Mendes 1946.  Ancylodonta almeidai ingår i släktet Ancylodonta och familjen långhorningar. Inga underarter finns listade i Catalogue of Life.